# Milton Maciel
Milton Marcelo Maciel Brítez (Paraguay, 13 de septiembre de 1999) es un futbolista paraguayo que juega como mediocampista y su equipo actual es Universidad Católica de la Serie A de Ecuador.

## Trayectoria

### Guaraní
Inicio su carrera en Guaraní de su país natal, jugando desde las categorías formativas. Su debut con el primer plantel fue el 29 de enero de 2020 ante San José de Bolivia en una victoria de 4-0 por la primera fase de la Copa Libertadores.
Debutó en la Primera División de Paraguay el 5 de febrero de 2021 por la primera jornada del Torneo Apertura, en un empate 2-2 ante Nacional. En ese mismo año jugó la Copa Libertadores, sin embargo Guaraní quedó eliminado en la segunda fase ante Atlético Nacional de Colombia. Al final de la temporada con Guaraní, obtuvo el subcampeonato del Torneo Clausura, tras quedar en segundo lugar en la tabla de clasificación.

### Guaireña
Para la temporada 2022 fue cedido a Guaireña, también en la Primera División de Paraguay. En dicho club disputó 19 partidos y anotó un gol, el cual fue ante Sol de América por la decimocuarta fecha del Torneo Apertura en una victoria 2-1 en condición de local. También disputó la Copa Sudamericana, anotando un gol en la fase de grupos ante 9 de Octubre de Ecuador en una agónica victoria 2-3 en condición de visitante; no obstante Guaireña no logró clasificar a los octavos de final, quedando en segundo lugar a sólo dos puntos del primer puesto.
En la temporada 2023, disputó el Torneo Apertura jugando para Guaireña, sin embargo Guaraní dueño de sus derechos deportivos, decidió cederlo a mitad de año a Resistencia.

### Resistencia
Su debut con Resistencia fue el 7 de julio ante General Caballero J.L.M. Anotó su primer gol el 19 septiembre precisamente ante Guaireña, su antiguo club. El 8 de octubre, anotó su segundo gol ante Sportivo Trinidense en una derrota 1-4 en condición de local. Al final de la temporada Resistencia terminaría perdiendo la categoría al descender a la segunda división de Paraguay.

### Técnico Universitario
El 27 de diciembre de 2023, fue anunciado como nuevo refuerzo de Técnico Universitario de la Serie A de Ecuador, siendo cedido desde Guaraní por un año a préstamo para la temporada 2024, obteniendo de esta manera su primera experiencia internacional.
Su debut con el Rodillo Rojo ocurrió el 3 de marzo, en una victoria por 1-0 frente a Cumbayá en la primera jornada de la Serie A 2024. También tuvo la oportunidad de debutar a nivel internacional en la primera fase de la Copa Sudamericana, sin embargo su equipo fue eliminado por la Universidad Católica tras perder 3-0. Anotó su primer gol con Técnico Universitario el 21 de marzo, en la cuarta jornada de la Serie A, igualando 1-1 frente a Independiente del Valle.A medidos de ese año, dejó Técnico Universitario por mutuo acuerdo.

## Estadísticas

### Clubes
Actualizado al último partido disputado el 18 de mayo de 2025.
| Club                            | Div.          | Temporada     | Liga  | Liga  | Copas nacionales | Copas nacionales | Copas internacionales | Copas internacionales | Total | Total |
| Club                            | Div.          | Temporada     | Part. | Goles | Part.            | Goles            | Part.                 | Goles                 | Part. | Goles |
| ------------------------------- | ------------- | ------------- | ----- | ----- | ---------------- | ---------------- | --------------------- | --------------------- | ----- | ----- |
| Guaraní Paraguay                | 1.ª           | 2020          | —     | —     | —                | —                | 1                     | 0                     | 1     | 0     |
| Guaraní Paraguay                | 1.ª           | 2021          | 10    | 0     | —                | —                | 1                     | 0                     | 11    | 0     |
| Guaraní Paraguay                | Total club    | Total club    | 10    | 0     | 0                | 0                | 2                     | 0                     | 12    | 0     |
| Guaireña Paraguay               | 1.ª           | 2022          | 19    | 1     | —                | —                | 2                     | 1                     | 21    | 2     |
| Guaireña Paraguay               | 1.ª           | 2023          | 16    | 0     | —                | —                | —                     | —                     | 16    | 0     |
| Guaireña Paraguay               | Total club    | Total club    | 35    | 1     | 0                | 0                | 2                     | 1                     | 37    | 2     |
| Resistencia Paraguay            | 1.ª           | 2023          | 12    | 2     | 1                | 0                | —                     | —                     | 13    | 3     |
| Resistencia Paraguay            | Total club    | Total club    | 12    | 2     | 1                | 0                | 0                     | 0                     | 13    | 3     |
| Técnico Universitario · Ecuador | 1.ª           | 2024          | 14    | 1     | 0                | 0                | 1                     | 0                     | 15    | 1     |
| Técnico Universitario · Ecuador | Total club    | Total club    | 14    | 1     | 0                | 0                | 1                     | 0                     | 15    | 1     |
| Sportivo Trinidense Paraguay    | 1.ª           | 2024          | 15    | 1     | 0                | 0                | —                     | —                     | 15    | 1     |
| Sportivo Trinidense Paraguay    | Total club    | Total club    | 15    | 1     | 0                | 0                | 0                     | 0                     | 15    | 1     |
| Universidad Católica · Ecuador  | 1.ª           | 2025          | 7     | 0     | 0                | 0                | 2                     | 0                     | 9     | 0     |
| Universidad Católica · Ecuador  | Total club    | Total club    | 7     | 0     | 0                | 0                | 2                     | 0                     | 9     | 0     |
| Total carrera                   | Total carrera | Total carrera | 78    | 4     | 1                | 0                | 7                     | 1                     | 86    | 6     |
| 1. 2.                           |               |               |       |       |                  |                  |                       |                       |       |       |